# Noisettia
Noisettia é um género botânico pertencente à família Violaceae.

## Espécies
- Noisettia acuminata
- Noisettia frangulaefolia
- Noisettia galeopsifolia

1. ↑  «Noisettia — World Flora Online». www.worldfloraonline.org. Consultado em 19 de agosto de 2020